# 特里博尼亚
特里博尼亚（義大利語：Tribogna），是意大利热那亚省的一个市镇。总面积7.1平方公里，人口618人，人口密度87.0人/平方公里（2009年）。ISTAT代码为010063。